# نادين البدير
نادين سليمان البدير (4 أكتوبر 1980 [بحاجة لمصدر] -)، كاتبة صحافية وإعلامية سعودية من مدينة العلا الواقعة في المنطقة الغربية من المملكة. تعمل معدة ومقدمة برامج تلفزيونية، إذ تقدم حاليًا البرنامج الحواري الأسبوعي «اتجاهات» الذي يبث عبر قناة روتانا خليجية. وكانت قدمت قبله برنامج «مساواة» في قناة الحرة.

## النشأة والمسيرة
هي الابنة الأولى لنبيلة الناظر ورجل الأعمال سليمان البدير. تقيم حاليا في الرياض. بدأت الكتابة في صحيفة عكاظ ثم انتقلت إلى مجلة المجلة ثم صحيفة الوطن السعودية قبل أن تقدم برنامجا بعنوان «مساواة» على قناة الحرة والذي كان من فكرتها وإعدادها وتقديمها واعتبر البرنامج الأول في الخليج الذي يناقش مشاكل المرأة بدون مواربة ومجاملة ويتحدث بصراحة وجرأة عن مساواتها الكاملة بالرجل. وذلك بالتزامن مع نشر نادين لمقالات في مطبوعات عربية عديدة أهمها جريدة المصري اليوم وجريدة الراي الكويتية. 
في سبتمبر من العام 2011 انتقلت للعمل في قناة روتانا خليجية التي يملكها الأمير السعوي الوليد بن طلال لتقدم برنامجا سياسيا اجتماعيا جريئا يعالج القضايا السعودية والعربية، هو برنامج اتجاهات الذي شكل ولا يزال يشكل مادة خصبة للصحافة والمواقع الإلكترونية، خاصة وأنه يطرح مواضيع سياسية واجتماعية ودينية حساسة تقدمها إعلامية سعودية. 
تهتم نادين البدير بقضايا الليبرالية الاجتماعية والسياسية وبقضايا النساء في المجتمعات العربية والتحديات التي تواجههن والتمييز الذي يقع عليهن.
انتقدت نادين الليبراليين الخليجيين عموما والسعوديين خصوصا بأنهم لا ينهجون في حياتهم الخاصة المبادئ التي يدعون إليها، مثل الالتزام بزوجة واحدة أو السماح لزوجاتهم وبناتهم بالخروج والاختلاط بالرجال في المنتديات العامة، كما أنتقدت النساء ممن تُنادين بالحريات والليبرالية بأنهن لا يمارسن ما يدعون إليه.
في مقال له انتقدها أحد الكتاب الكويتيين واصفًا إياها بأنها «من الكاتبات المتحررات أكثر من اللازم» حسب تعبيره. كما وصفها بأنها «تسعى لأن تكون نوال السعداوي بصبغة خليجية».
عُرفت عن نادين البدير دعوتها لاكتفاء الرجال بزوجة واحدة، وانتقادها لإصرار المتدينين والمحافظين في العالم العربي والإسلامي على السماح بتعدد الزوجات. ومن بين مانشرته في هذا الصدد مقال في جريدة المصري اليوم بعنوان «أنا وأزواجي الأربعة» في ديسمبر 2009، في ماوصف بمحاولة منها لالقاء الضوء على المعاملة السيئة التي تلقاها النساء على يد بعض الأزواج. ليرفع خالد فؤاد حافظ، وهو محام ورئيس حزب الشعب الديمقراطي في مصر، دعوى قضائية على جريدة المصري اليوم لنشرها المقال متهمًا الجريدة والكاتبة «بالترويج للفحشاء والتشجيع على الفجور»، إلا أن رئيس تحرير الجريدة مجدي الجلاد قال «أن الكاتبة تعبر عن أفكارها وآرائها بشكل ساخر» واصفًا إياها بالجيدة والممتازة لافتًا أن الجريدة «لن تمنع كاتبة بسبب محامى أساء التأويل أو يسعى للشهرة أو ليس لديه قدرة على قراءة المقالات».

## وصلات خارجية
- مقالات نادين البدير في شفاف الشرق الأوسط، تاريخ الولوج 27 مارس 2011
- حوار مع نادين البدير في صحيفة أوان الكويتية، بتاريخ 20 أبريل 2008
- مقالات نادين البدير في جريدة الراي.
- مقالات نادين البدير في جريدة الوقت البحرينية.